# Rise Up (песня Freaky Fortune)
«Rise Up» (Взлетай) — песня в исполнении греческого музыкального дуэта «Freaky Fortune», с которой они совместно с рэпером Riskykidd представили Грецию на конкурсе песни «Евровидение-2014».
Песня была выбрана 11 марта 2014 года на национальном отборе, что позволило «Freaky Fortune» и Riskykidd представить свою страну на международном конкурсе песни «Евровидение-2014», который прошёл в Копенгагене, Дания.

## Список композиций
| №  | Название                       | Длительность |
| -- | ------------------------------ | ------------ |
| 1. | «Rise Up» (Radio Version)      | 3:04         |
| 2. | «Rise Up» (Eurovision Version) | 3:02         |

## Позиции в чартах
| Чарт (2014)                                | Наивысшая позиция |
| ------------------------------------------ | ----------------- |
| Greece Digital Songs                       | 4                 |
| Digilistan                                 | 32                |
| Австрия (Ö3 Austria Top 40)                | 67                |
| Ирландия (IRMA)                            | 73                |
| Бельгия/Фландрия (Ultratip Bubbling Under) | 93                |
| UK Singles Chart                           | 110               |